# کریستیانا (دلاویر)
کریستیانا (به انگلیسی: Christiana) یک منطقهٔ مسکونی در ایالات متحده آمریکا است که در شهرستان نیوکاسل، دلاویر واقع شده‌است. کریستیانا ۹٫۱۴ متر بالاتر از سطح دریا واقع شده‌است.